# Harald Sinozęby
Harald Sinozęby (duń. Harald Blåtand; ur. ok. 911, zm. 1 listopada 987 w Jomsborgu) – król Danii w latach 958–987 i Norwegii w latach 974–985, syn Gorma Starego i Tyry, ojciec m.in. Swena Widłobrodego.

## Działalność
Harald Sinozęby wprowadził do Danii chrześcijaństwo, przyjmując chrzest około roku 965. Legenda mówi, że gdy wahał się, kto jest silniejszym bogiem – Odyn czy Chrystus – przekonał go kapłan niemiecki Poppo, demonstrując przeniesienie rozpalonego do białości kawałka żelaza gołą ręką.
W 956 Harald zaangażował się w sprawy wewnętrzne Norwegii, początkowo jako obrońca swej siostry Gunhildy (owdowiałej po wygnanym norweskim królu Eryku Krwawym Toporze), później już z zamiarem przejęcia terytorium norweskiego. Udało mu się to, zapanował w południowej części Norwegii, natomiast część północną oddał (nie zrzekając się nad nią zwierzchnictwa) możnemu norweskiemu jarlowi Håkonowi. Król wspomagał też księcia Normandii Ryszarda I Nieustraszonego w walce z królem Francji Ludwikiem IV Zamorskim.
Istotnym aspektem polityki Haralda były próby uniezależnienia się od Cesarstwa. W tym celu sprzymierzył się w latach 70. X wieku z Obodrytami – Harald za żonę wziął Tofę, córkę księcia obodryckiego Mściwoja. Harald planował zajęcie tzw. Haithabu, terenów położonych w Szlezwiku niegdyś będących pod kontrolą duńską. Jednak wojna z Niemcami skończyła się dla Duńczyków niepomyślnie; w 974 cesarz Otton II zajął południową Jutlandię. Później Sinozęby popierał Słowian połabskich podczas wielkiego powstania, które wybuchło w 983 roku. Również stosunki z Håkonem w Norwegii nie rozwijały się korzystnie – odmówił on przyjęcia chrześcijaństwa i zerwał stosunki z Danią.
Sytuacja ta, w połączeniu z nawrotem poprzedniej wiary w Danii, bardzo osłabiła pozycję Haralda. Już w 980 – za życia ojca – królem ogłosił się syn Sinozębego, Swen Widłobrody. Po nasileniu się tego konfliktu, podsycanego przez wychowawcę Swena, poganina Palnatoke, ranny Harald zbiegł do Jomsborga, gdzie wkrótce zmarł od odniesionych ran (Gesta Cnutonis, Adam z Bremy, Agrip).
W trakcie swego panowania dbał również o rozwój państwa poprzez wspieranie dużych projektów budowlanych. W Jelling, gdzie pod kopcem pochowani byli jego rodzice, wzniósł bogato zdobiony kamień runiczny, będący pierwszym świadectwem chrystianizacji Danii, i zbudował tamże kościół, do którego przeniósł zwłoki ojca. Wystawił również cztery (lub pięć) potężne twierdze dla obrony terytorium swego królestwa. Wznosił kościoły (najbardziej znany w Roskilde) oraz mosty.

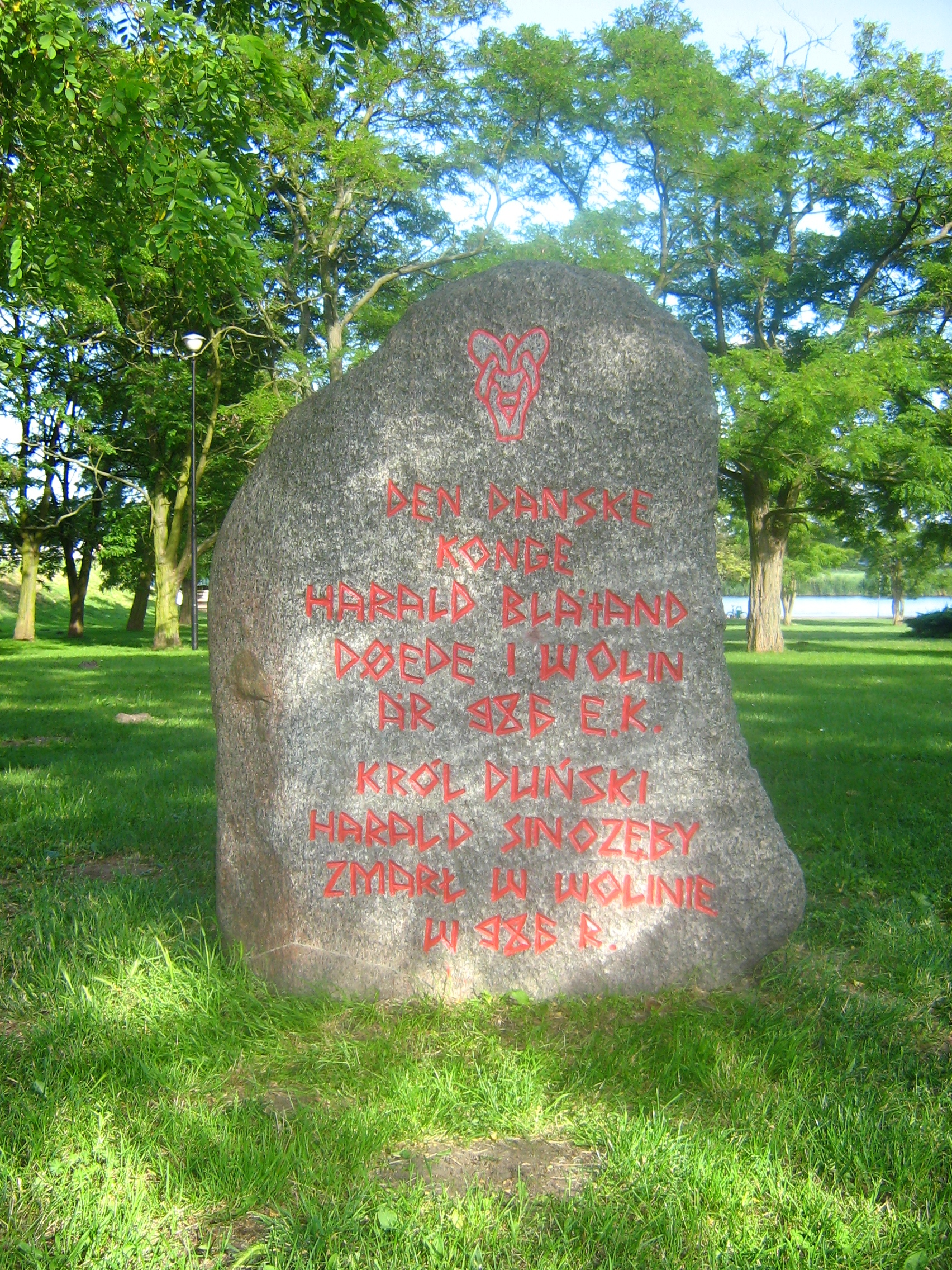
kamień pamiątkowy upamiętniający śmierć władcy w Wolinie. Napis głosi "Król duński Harald Sinozęby zmarł w Wolinie w 986 r." w językach duńskim i polskim.

Według różnych źródeł w zmarł między 985 a 987 rokiem. Po śmierci jego ciało zostało przeniesione do Roskilde, gdzie spoczywa w tamtejszej katedrze.

## Przydomek
Przydomek Sinozęby być może wziął się od sinego (sczerniałego) zęba, który częściowo wybity w potyczce lub w wypadku uległ martwicy, gdyż w staronorweskim blá („siny”) znaczyło także „czarny” lub „ciemny”, dlatego kupców arabskich wikingowie zwali „blámenn” – „ciemnoskórzy”. Duńscy historycy hipotezę „czarnego zęba” uważają jednak za mało prawdopodobną. Za życia Haralda raczej nie nazywano go w ten sposób; przydomek najpewniej nadano później.
Od przydomka króla pochodzi nazwa technologii komunikacji bezprzewodowej Bluetooth.